# Omar Andrés Narváez
Omar Andrés Narváez (ur. 7 października 1975 w Trelew) – argentyński bokser, były zawodowy mistrz świata organizacji WBO w kategorii supermuszej, wcześniej był również mistrzem w wadze muszej (2002-2010).

## Kariera amatorska
Reprezentował Argentynę na Igrzyskach Olimpijskich w Atlancie. Odpadł w drugiej rundzie, ale wcześniej pokonał późniejszego zawodowego mistrza świata WBO w kategorii junior lekkiej, Joana Guzmána.
W 1997 zdobył brązowy medal na Mistrzostwach Świata w Budapeszcie, a dwa lata później w Houston został wicemistrzem świata. Wywalczył również złoty medal igrzysk panamerykańskich w Winnipeg
W 2000 po raz drugi wystąpił na Olimpiadzie, gdzie ponownie odpadł w drugiej rundzie (przegrał z późniejszym zawodowym mistrzem świata WBA w kategorii koguciej, Wołodymyrem Sydorenko).

## Kariera zawodowa
Na zawodowstwo przeszedł pod koniec 2000 roku. Dosyć szybko, bo już w swojej dwunastej walce, dostał szansę zdobycia tytułu mistrza świata WBO. 13 lipca 2002 roku pokonał na punkty Adonisa Rivasa i zdobył pas mistrzowski. W tym samym roku jeszcze dwukrotnie obronił swój tytuł, w walkach z Luisem Alberto Lazarte (dyskwalifikacja w 10 rundzie za uderzenia głową) i Andrea Sarritzu (niejednogłośna decyzja na punkty).
W latach 2003 i 2004 stoczył po trzy walki – pięć z nich zakończył zwycięstwem, natomiast w rewanżowym pojedynku z Sarritzu (sierpień 2003) padł remis.
5 grudnia 2005 roku pokonał przez techniczny nokaut Bernarda Inoma. 5 sierpnia 2006 roku pokonał na punkty Rexona Floresa, a dwa miesiące później – także decyzją sędziów – Walberto Ramosa.
10 marca 2007 roku po raz dziesiąty obronił swój pas mistrzowski, pokonując jednogłośnie na punkty złotego medalistę olimpijskiego z Sydney, Brahima Asloum. Pół roku później pokonał przez techniczny nokaut w czwartej rundzie swojego rodaka, Marlona Marqueza.
Rok 2008 rozpoczął od zwycięstwa na punkty w styczniu z Carlosem Tamarą. 9 maja pokonał przez techniczny nokaut w 7 rundzie Ivana Pozo (Hiszpan nie wyszedł na ring po przerwie między 7 i 8 rundą). W ostatniej walce w 2008 roku pokonał na punkty Alejandro Hernandeza.
7 lutego 2009 roku, w swojej piętnastej obronie, pokonał przez techniczny nokaut w dziesiątej rundzie Rayontę Whitfielda. Pobił tym samym argentyński rekord udanych obron mistrzowskiego pasa, należący do Carlosa Monzóna. W czerwcu tego samego roku znokautował w jedenastej rundzie Omara Soto.
W 2010 roku zrezygnował z tytułu i przeszedł do wagi supermuszej. 24 lutego 2010 pokonał jednogłośnie na punkty Santiago Ivana Acostę. 15 maja 2010 roku wygrał z Everthem Briceno i zdobył mistrzostwo świata WBO w wadze supermuszej. 11 czerwca 2011 roku po raz trzeci obronił tytuł, pokonując na punkty Kolumbijczyka Williama Urinę.
30 grudnia 2014 w Tokio, Narváez w drugiej rundzie został znokautowany przez Japończyka Naoya Inoue (8-0-0, 7 KO) tracąc tytuł WBO w wadze supermuszej.